# X (Maya Berović)
X je deseti studijski album Maye Berović. Izdao ga je XL Elite Invest. Prvi dio albuma izdan je 15. studenoga 2024. godine, dok je drugi izdan 4. srpnja 2025. godine. 

## Popis pjesama
| 1. | »Laju kuje«         | Miomira Dragićević                    | Giorgos Kalogerakos |                     | 2:29 |
| 2. | »8 milijardi«       | Branislav Glušac, Goran Ratković      | Goran Ratković      | Branislav Glušac    | 2:55 |
| 3. | »Safe driver«       | Rade Rakazov, Miladin Bogosavljević   | Goran Ratković      | Kristijan Jovanović | 2:55 |
| 4. | »Dunav«             | Branislav Glušac, Goran Ratković Rale | Goran Ratković      | Kristijan Jovanović | 3:21 |
| 5. | »Bez sam komentara« | Nadica Mutavdžić                      | Goran Ratković      | Branislav Glušac    | 3:22 |

| 6.  | »Sine tuđine«             | Nadica Mutavdžić                 | Goran Ratković, Branislav Glušac    | Atelje Trag                      | 3:09 |
| 7.  | »Ne idi«                  | Nadica Mutavdžić                 | Goran Ratković, Kristijan Jovanović | Kristijan Jovanović, Atelje Trag | 2:51 |
| 8.  | »Bla bla bla«             | Miomira Dragićević               | Goran Ratković, Kristijan Jovanović | Atelje Trag                      | 2:56 |
| 9.  | »Hohštapler«              | Nadica Mutavdžić                 | Goran Ratković, Kristijan Jovanović | Kristijan Jovanović, Atelje Trag | 2:40 |
| 10. | »Putin«                   | Nadica Mutavdžić                 | Goran Ratković, Kristijan Jovanović | Kristijan Jovanović, Atelje Trag | 2:42 |
| 11. | »Od tebe i tuga dosta je« | Goran Ratković, Branislav Glušac | Goran Ratković                      | Atelje Trag                      | 3:31 |

## Izdanja
| Regija | Datum                              | Format(i) | Izdavač         |
| ------ | ---------------------------------- | --------- | --------------- |
| Svijet | 15. studenog 2024. 4. srpnja 2025. | streaming | XL Elite Invest |